# Példák Könyve

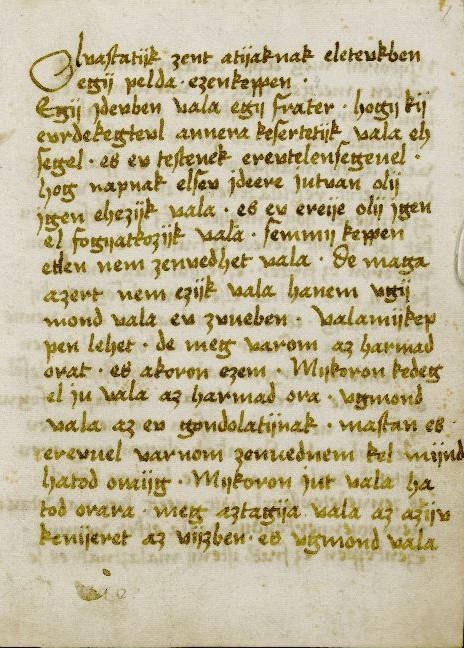
A Példák Könyvének első levele.

A Példák Könyve 1510-ből származó kódex, a régi magyar írás egyik szép példája. Három Margit-szigeti domonkos apáca írta, köztük az egyik Ráskay Lea volt, és valószínűleg az apácák közös használatára készült. A kódex témája a kolostori élet, nagy része példatörténeteket beszél el, de szerepelnek benne más jellegű művek is.

## Tartalma
A 43 levél terjedelmű kódex törzsanyaga hitbeli és morális tanulsággal szolgáló történetekből áll, ezeket tartalmuk szerint csoportosítja. Elsősorban két latin nyelvű gyűjtemény, Johannes Herolt Promptuarium exemplorum című és Caesarius Heisterbacensis Dialogus miraculorum című összeállításának fordításán alapul. Az eredeti fordítás egyes feltételezések szerint Váci Pál munkája, talán 1474 és 1480 között született. A példák közül Az szerzetesekrül, kik tunyán mongyák az ő zsolozsmájokat című regényes példa az Érsekújvári és a Nagyszombati kódexben is megtalálható. A művek jelentős része novellisztikus.
Emellett verses Tízparancsolatot és lelki tükröt, az Élet és Halál párbeszédét, valamint Petrus de Rosenheim (1380–1433) Vado mori (Elmegyek meghalni…) kezdetű haláltánc himnuszának fordítását is tartalmazza. A kötet szerkezete tudatos szerkesztés eredménye.
Ráskay Lea a 15. levél előoldalára (rektójára) tévedésből egy másik kódexbe szánt történetet másolt, ami Kátay Petrit – Szent Margit legendájában is olvasható – csodálatos gyógyulását meséli el. Ezt az oldalt később egy – valószínűleg 17. századi – kéz kihúzta.

## Története
A kódexet három apáca másolta a Margit-szigeti domonkos rendházban, közülük csak Ráskay Lea nővér neve maradt fenn. Az ő egyik megjegyzésének köszönhetjük, hogy ismerjük a mű készítésének pontos évét:
Ezt írták Úrnak esztendőében. Ezer ötszáz tíz esztendőben. Ezen esztendőben kezdték csinálni boltozni az egyházbeli sanctuariomot.
Amikor a török veszély elől menekülve a rend 1540-ben elhagyta a Nyulak szigetét, magukkal vitték a kódexet is. 1637-ben, kihalásukkor a pozsonyi klarisszákhoz került, ahonnan 1782-ben, az apácarend feloszlatását követően került az Egyetemi Könyvtárba a Cornides-kolligátum részeként.
A kódexet Toldy Ferenc köttette be 1847-ben, és tőle kapta ma használt nevét is. A bekötés során körbevágták, melynek során a szöveg is sérült, azonban Illés László által 1841-ben készített másolata a sérült részeket is megőrizte.
1879-ben megjelent a Nyelvemléktár VIII. kötetében, ahol a szövegközlésen felül Volf György röviden ismertette.

## Szövegkiadás
- Példák könyve, közzéteszi: VOLF György, Budapest, 1879 [! 1881] (Nyelvemléktár, 8.)
- Példák könyve 1510. Hasonmás és kritikai szövegkiadás, jegyz. ell., bev. és sajtó alá rend.: BOGNÁR András, LEVÁRDY Ferenc, Budapest, Akadémiai, 1960 (Codices Hungarici, 4.) Archiválva 2016. március 4-i dátummal a Wayback Machine-ben
- Intés a szerzeteseknek. In: A magyar nyelvű középkori irodalom. Válogatás, szöveggondozás, jegyzetek: V. KOVÁCS Sándor, Budapest, Szépirodalmi, 1984. (nem teljes szöveg)